# الفرقة 80 (إسرائيل)

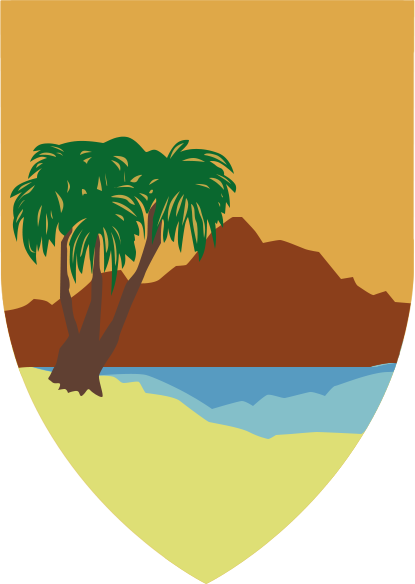
تعمل الفرقة على حماية منتجع ايلات المطل على البحر الأحمر.

الفرقة 80 «إيدوم» هي فرقة إقليمية تابعة للقيادة الإقليمية الجنوبية للجيش الإسرائيلي.

## التاريخ
تم إنشاء الوحدة عام 1979. في 28 فبراير 2007، تم إنشاء لواء ساجي الإقليمي، وفي 2 يونيو 2011، تم إنشاء وحدة إقليمية إضافية وهي لواء أرافا لكنها أغلقت في يونيو 2016. في ديسمبر 2012 تم تغيير اسم لواء إيلات إلى لواء يوآف، وتم تكليف الوحدة الجديدة بحماية منتجع إيلات المطل على البحر الأحمر. في نوفمبر 2018 ، حل لواء باران محل لواء ساجي، وتولى مسؤولياته وغيرها.

## الوحدات
- الفرقة 80 «ادوم» الإقليمية
  - اللواء 406 «يوآف» (الإقليمي) (لواء «إيلات» الإقليمي سابقًا)
  - اللواء 460 المدرع "بني أور" / "أبناء النور" (تدريب)
  - اللواء 512 «ساغي» (الإقليمي) (سيتم تسريحه من الخدمة)
  - لواء باران (الإقليمي) [1]
    - الكتيبة الأولى مشاة الخفيفة «الفهد» للجنسين الأولى
    - الكتيبة 33 مشاة الخفيفة " كاراكال " للجنسين

  - الفوج 454 مدفعية «طابور» (احتياطي) فوج المدفعية
  - الكتيبة 727 «راعام» / «الرعد» للاستخبارات الميدانية
  - الكتيبة 681 إشارة الفرقة
  - السرية «إيدوم» مهندسين الثقيلة
  - وحدة مكافحة الإرهاب «روتم» (احتياطي)

## القادة
| اسم          | فترة               | ملاحظات |
| ------------ | ------------------ | ------- |
| يوسف مشلب    | 1994-1995          |         |
| شلومو أورين  | 1995-2000          |         |
| يشاي بير     | 2000-2002          |         |
| شموئيل زكاي  | 2002-2004          |         |
| إيفي عيدان   | 2004-2005          |         |
| عماد فارس    | 2004-2005          |         |
| يوئيل ستاريك | 2007-2009          |         |
| تامر يداي    | 2009-2011          |         |
| نداف بادان   | 2011-2013          |         |
| روي إلكابتز  | سبتمبر 2013 - 2015 |         |
| رافي ميلو    | 2015-2017          |         |
| جاي هازوت    | 2017–              |         |